# ミカグラ学園組曲
『ミカグラ学園組曲』（ミカグラがくえんくみきょく、Mikagura School Suite）は、Last Note.による日本のライトノベル。イラストは明菜が担当。2013年7月から2016年8月までMF文庫Jから刊行されていた。2015年5月時点でシリーズ累計部数は82万部を記録している。
音楽ユニット「Last Note.」の小説デビュー作。物語はニコニコ動画で公開されているLast Note.の楽曲シリーズ「ミカグラ学園組曲」の世界観を元に作成されている。イラストは動画のイラストを担当した明菜が小説でも担当している。サブタイトルはニコニコ動画で公開されている楽曲のタイトルを用いている。
メディアミックス展開として、コミカライズが『月刊コミックジーン』2013年8月号から2016年3月号まで連載された。また、同年11月には特設サイトが開設された。さらに2014年12月にはテレビアニメ化が発表された。日本国外においては、尖端出版（台湾）より翻訳版が刊行されている。

## あらすじ
一宮エルナは中学校時代にニート一直線の生活を送っていた。親や従兄の二宮シグレに説得され高校選びを始めるも、どの学校の制服も可愛くはなく高校選びは難航していた。最終的に行き着いたのはシグレが在籍しているという理由から真っ先に候補から外していた私立ミカグラ学園だった。入学式の日、これからの生活に胸をときめかせていたエルナが見たものは、必殺技を駆使して戦う先輩たちの姿だった。さらにこの学校には「一か月以内に部活動に入らないと強制的に退学」という校則まで存在し―― はたしてエルナはまともな学園生活を送ることが出来るのか。

## 登場人物

### メインキャラクター
一宮 エルナ（いちのみや えるな）
声 - 木村珠莉
テーマ曲 - 「放課後ストライド」
本作の主人公。身長：158cm、バストサイズ：Bカップ、血液型：O型、好きなもの：可愛い女の子、誕生日：12月1日、能力：オモチャの銃、オモチャの銃剣。
常にハイテンションであり、かなりのプラス思考の持ち主。かわいい女の子を見ると妄想に走る傾向がある。
中学校三年生のゴールデンウィークから学校をサボり始め、ゲーム片手に寝転ぶ引きこもり生活を続けていた。
親やシグレに説得され高校進学を選んだが、可愛くない制服を着るぐらいならニートになると宣言したため、殆どの高校は断念。結果制服がエロゲに出てくるような可愛い制服で、さらに学校のパンフレットのモデルとして写っていた星鎖に惹かれ、私立ミカグラ学園を受験した。
シグレとは従兄にあたり、小さい頃からよく遊んでいた。しかしシグレから溺愛されているのが気に食わず、最近ではあまり関わりたくないと思っているためぞんざいに扱っているが、決して嫌っているわけではない。
時間にはとてもルーズで、遅刻や寝坊は当たり前、友人からは「エルナと待ち合わせの約束をしたら、その一時間後に待ち合わせ場所に行こう。そうすればピッタリだから」と言われている。
高校に入学してから中々入る部活が決まらず、そのことを哀れに思った星鎖が仮入部として帰宅部へ招いたが、結局は入部するための条件を達成できず無所属へ逆戻りとなる。
その後、部員（3名以上）を集め自分で部を興すことを計画し、おとねとビミィと共に「放課後楽園部」を仮創部、中間試戦優勝後に星鎖が入部した事で正式に創部する。
能力の「オモチャの銃」は指から光の弾丸を放つ技。「オモチャの銃剣」は手から光の銃剣を作る技で、近距離でも遠距離でも戦える技である。基本アイテムなしでも使えるが、アイテムである指輪3つをつけることによりオモチャの銃の威力が上がる他、「オモチャの銃 γ」などのバリエーションが生まれるようになった。
二宮 シグレ（にのみや しぐれ）
声 - 島﨑信長
テーマ曲 - 「革新的ヒロイズム」
漫画研究部代表兼部長。身長：178cm、血液型：A型、好きなもの：一宮エルナ、誕生日：2月29日、能力：ヒーロータイム。
エルナの従兄にあたる人物。年は二つ離れている。イケメンだが頭はあまり良くない。普段は眼鏡着用で、外すと目の前の人間の顔すら判別できないほどのド近眼。ちなみに目薬も怖がるくらいなのでコンタクトレンズは使えない。
結構モテるがエルナを溺愛しており、他の女性には興味がない。しかし、様々な方法でエルナに近づこうとするが、当のエルナには届いておらずむしろ避けられる方が多い。エルナが関わっていないところではビミィ曰く「優等生」であり、イベント事ではよく司会や実況を務める。
ミカグラ学園の姉妹校に通っていたが、そこの学校の雰囲気になじむことができず、ミカグラ学園へと転校してきた。京摩とは転校する前の学校からの知り合い。
能力の「ヒーロータイム」はペンを剣にして戦う能力で、一瞬のみだが身体能力を上げることも可能(ただし、使うと体に大きな負荷がかかる)
赤間 遊兎（あかま ゆうと）
声 - 花江夏樹
テーマ曲 - 「無気力クーデター」
演劇部代表。身長：161cm、血液型：A型、好きなもの：動物全般、誕生日：6月9日、能力：クーデターフェイカー。
いつも笑顔で、大所帯である演劇部のみんなから慕われている二年生。感情を表に出すのが苦手で、両親の離婚の際、母親に捨てられたのもその所為だと思っている。そのためミカグラ学園への進学を機に誰からも愛される自分を演じていたが、エルナとの出会いをきっかけに少しずつ変わって行く。エルナに気があるような描写がある。
能力の「クーデターフェイカー」は相手に残像を見せる技。アイテムは鎌。
御神楽 星鎖（みかぐら せいさ）
声 - 大西沙織
テーマ曲 - 「絵空事スパイラル」
帰宅部部長兼代表。身長：159cm、バストサイズ：Bカップ、血液型：AB型、好きなもの：自宅、誕生日：4月10日、能力：キリングアート。
学園長の孫娘。ミカグラ学園のパンフレットのモデルも星鎖がやっている。
帰宅部代表だが対抗戦にはほとんど出場していない。クールな性格でエルナのハイテンションで変態的な言動にも取り乱すことなく接している。
エルナがなかなか部活を決められずにいるのを見て、帰宅部へ仮入部として招いた。元美術部代表。
能力の「キリングアート」は空間を自分の思うとおりに作る技で、エルナと同様にアイテムを必要としない。エルナ曰く「何でもあり」の能力だが、本人の精神状態によって、使用できない場合があるため、完全な能力というわけではない。
アニメ版では尊敬していた写真部の先輩がポイント欲しさに精神的に追い詰められ星鎖に八百長をもちかけられた過去をもつ。八百長を拒絶された先輩は星鎖に一方的に野良試合を仕掛け大怪我を負わせたまま放置し退学となり、その時から星鎖は他人との試合で能力を使うことをためらうようになってしまう。
湊川 貞松（みなとがわ さだまつ）
声 - 古川慎
テーマ曲 - 「花吹雪リフレクト」
華道部代表。身長：175cm、血液型：AB型、好きなもの：ボーっとできる場所、誕生日：10月25日、能力：セルフィッシュフラワー。
彼の流派でもある湊川流は正座した状態で花を生けるという変わったルールがある。しかし、部活中ずっと正座というわけではなく3分耐えられれば問題はない。
物静かでおっとりとした性格だが、極端にマイペースなので傍から見るとド天然。星鎖とは幼馴染。
過去に、顧問の先生との何気ないやりとりが、一人の部員の誤解によって、「華道部は自分一人で成り立つと言っていた」という内容に変わっており、一気に部員が退部してしまった。しかし、星鎖が中間試戦で必要以上に湊川を攻撃したことにより、元部員が心配しにやってきたことにより和解。現在は元帰宅部が華道部に加わり、賑やかになっている。
「セルフィッシュフラワー」は意のままに花を咲かせる能力で、15分はどんな攻撃も受け付けない絶対防御の盾になる。アイテムは生け花に使う鋏。
八坂 ひみ（やさか ひみ）
声 - 諏訪彩花
テーマ曲 - 「有頂天ビバーチェ」
書道部代表。身長：自称2m（148cm）、バストサイズ：Eカップ、血液型：B型、好きなもの：お菓子、誕生日：5月5日、能力：ラブリーインク。
二年生だが体格は小さく、見た目は中学生に近い。本人は自分が小さいことを気にしている。武器として大きな筆を振り回しているが、逆に筆に振り回されている。そんな外見に反してスタイルは非常に良い（原作の作詞・小説を担当するLastNote.によればEカップ）ので、時々エルナの妄想の餌食となっている。
エルナが初めて対抗戦を行った相手でもある。中間試戦では湊川に敗北。
能力の「ラブリーインク」は、筆で書いた文字を具体化することが出来る。
射水 アスヒ（いみず あすひ）
声 - 加隈亜衣
テーマ曲 - 「十六夜シーイング」
天文部部員。身長：160cm、血液型：A型、好きなもの：夜の散歩、誕生日：11月17日、能力：シューティングスター。
次期代表候補と言われているほど優秀。中等部からの持ち上がり。
中性的な容姿、仕草、声などからエルナ曰く「女の子みたい」と言われている。恥ずかしがり屋な性格だが周囲の期待に応えようとする努力家な一面もある。
彼の能力である「シューティングスター」は、天体望遠鏡に星の光を込めて射撃する技。6巻では、スイッチを連射して、無数の光弾を発射した。アスヒが天体望遠鏡に弾を込めてしまえば、アスヒ以外の人間でも発射できてしまう。
九頭竜 京摩（くずりゅう きょうま）
声 - 細谷佳正
テーマ曲 - 「我楽多イノセンス」
美術部代表。身長：177cm、血液型：O型、好きなもの：自由、誕生日：8月11日、能力：パレットバレット。
少し気が立ちやすいが基本的には優しい性格の持ち主。制服には絵の具がたくさんついている。
牛乳が好き。もともとはシグレと同じく姉妹校出身だったが、友人と思っていた人達に手酷い裏切りを受けたことがきっかけで転校した。エルナには「えのやん先輩」と呼ばれている。
中間試戦では、シグレと対戦。その対戦中に、京摩がシグレとの対戦をあえて避けていたことが発覚。しかし、シグレが自分を鼓舞したかったと話し、和解。最後は、シグレのヒーロータイムによりクリスタルを破壊し、敗北。ステージを肩を組み合い退場した。この試合で、シグレとの関係は修復されたため、互いに昔の呼び方である「京摩」「シグレ」と変わった。
能力の「パレットバレット」は絵の具を弾丸にして相手に攻撃する技で、色によって弾の性質が変わる。アイテムはパレットと筆。
藤白 おとね（ふじしろ おとね）
声 - 小澤亜李
テーマ曲 - 「赤裸々キャンディ」
身長：153cm、血液型：A型（アニメ版では不明）、好きなもの：少女マンガ、誕生日：9月18日、能力：アンチコンプレックス。
ルーキー戦で優勝を果たした少女。エルナと同じく高校からの受験組で無所属。
お嬢様然とした態度で挑発的で小悪魔的な口調。一人称は「藤白」。
しかしそれは人見知りによるもので緊張すると勝手にキツイ言葉が出てきてしまうとのこと。
彼女の能力である「アンチコンプレックス」は着ている衣装によって能力の性質が変化する。アイテムは衣装。
アニメ版ではいつも身につけているリボンを自由自在に操り拘束する技となっている。応用が利くようで本物のヘビに似せて驚かせたり、手首に巻きつけて剣に変型することができる。
ビミィ
声 - 松岡禎丞
テーマ曲 - 「不条理ルーレット」
ミカグラ学園講師。誕生日：1月31日
エルナの専属講師。エルナの面接もビミィが担当した。性別はオス。名前はあるが、複雑すぎて聞き取れなかったためビミィと呼ばれるようになった。
羽の生えた犬だか猫だかよく分からない姿をしている。自分のことをキュートと呼び、語尾に「〜りゅい」とつけて話すのが癖になっている。しかし声は完全に成人男性そのもの。
本作ではいじられキャラで、エルナからはよく毒を吐かれている。
本当の姿はピンク色の髪を持つ美青年だが、学園長から姿を借りたいと要求され、代わりに猫とも犬とも言えない姿に変えられてしまった。人間の姿ではよくチューインガムを好んで噛んでいる。

### サブキャラクター
にゃみりん
声 - 戸松遥
演劇部所属の三年生。本名不明。
猫をモチーフにした格好をしている。
おっとりとした性格で、猫のようによく寝ている。新入部員に本名代わりとなる動物にちなんだニックネームをつけている。
かなり胸が大きく、体の動きや感情に合わせて胸が大きく揺れるという特徴がある。
熊野さん
声 - 久保ユリカ
演劇部所属の二年生。本名不明。
熊をモチーフにした格好をしているが、見た目も声も字も少女らしく、熊っぽくない。にゃみりんを尊敬しており、ニックネーム通りになろうとするが、すぐに素が出てしまう。
語尾は「〜っつって」を付けるが、わざとであるため、感情が高ぶったりパニックに陥ると付け忘れてしまう。
ジュースでも酔える。
「さん」までがニックネームなので、エルナ他一年生は「熊野さん先輩」と呼んでいる。
うさ丸
声 - 山下大輝
演劇部所属の一年生。本名不明。エルナと同じく高校からの受験組。
うさぎをモチーフにした格好をしている。
熱血で、語尾に「〜っス」を付けるのが癖。
いつも「青春」を追い求め、なにかとその場の状況と結びつけたがる。
能力は開花していないため「不明」。
トンきゅん
声 - 寺島拓篤
演劇部所属の一年生。本名不明。
豚をモチーフにした格好をしているが、本人は嫌がっている。
マイペースでクールな性格。いつもマスクをしているが、外すと美形である。
本名を言おうとすると必ず邪魔が入り、特にうさ丸の邪魔によることが多い。第8巻では掲載されていないが、本名を言う事ができた。
能力は小さいハンマーを使って両手に炎を宿す（アニメ版では柄の長いハンマーを炎に覆われた2本の剣に変化して戦う）「アドリブ・ロール」。
花袋 めいか（かたい めいか）
声 - 上田麗奈
書道部所属の一年生。
高校からの受験組でありエルナとは同じクラス。
入学当初は部活が決まっておらず、エルナと共に寝袋で過ごす事になるかと思われたが、字が綺麗という事でひみの入部試験にあっさり合格し、免れている。
よくエルナのことを気にかけてくれていてとてもいい子。
8巻ではアスヒに片思いしていることが判明した。
能力はひみから伝授してもらった「キューティーインク」。
鳴海 クルミ（なるみ くるみ）
声 - 茅野愛衣
エルナの入試の際に試験監督をした女性。普段からメイドの格好をしている。
エルナのクラスの担任でもあり星鎖のメイドでもある。
エルナの第一印象が悪かったためか、彼女に対する態度は教師にあってはならない程ぞんざい。
星鎖に対しては優しい。
離宮 ルミナ（りきゅう るみな）
声 - 高橋未奈美
新聞部代表の二年生。
記事の取材などを行っておりエルナも一度取材を受けたことがある。
ちなみにミカグラ学園の新聞部は伝統的に仕事の速さに定評があるらしい。
能力は彼女が持つネタ帳を通して読まれる、対戦相手の超恥ずかしい思い出に羞恥心をかき乱され、自分でクリスタルを破壊する「シークレットメモリーズ」。
遠石 遥架（といし はるか）
声 - 石上静香
放送部所属の一年生。ルーキー戦期待値ランキング2位。
アイドル並みの美少女だが対抗戦の実力は確かであり、ルーキー戦でエルナを破るが、中間試戦で星鎖に敗れた。
アニメではトレジャーハントでトンきゅんとペアを組んでいる。
能力は音速の散弾を放つ「サウザンドボイス」。
相良 あづみ（さがら あづみ）
声 - 大久保瑠美
吹奏楽部所属の一年生。ルーキー戦期待値ランキング5位。
能力の扱いは非常に優秀だが、対抗戦で楽器を持った際には対抗戦の相手を見下すような発言が多く、すぐに決着をつけずなぶりバカにする事を楽しむサディスティックな性格に変貌する。
ルーキー戦ではうさ丸を圧倒したが、トンきゅんに敗れた。対戦相手には出来るだけ謝る様にしていた様だが、うさ丸には逃げられて謝れなかった模様。
しかし、8巻でうさ丸と一緒に舞台で踊っていたところから、和解ができたらしい。
アニメではトレジャーハントでうさ丸とペアを組み、優勝している。
能力は音圧によって重力を操る「モルト・アクセント」。
蓮見 真琴（はすみ まこと）
声 - 洲崎綾
漫画研究会所属の一年生。ルーキー戦期待値ランキング6位。
中等部からの持ち上がり組。シグレを信奉しており、エルナを敵視している。(ただし、6巻の時点では和解している模様。)
蓮見 小太郎（はすみ こたろう）
漫画研究会所属の一年生。ルーキー戦期待値ランキング8位。
真琴の双子の弟で、中等部からの持ち上がり組。真琴と同じくシグレを信奉しており、エルナを敵視している。（真琴同様、6巻の時点では和解している。）
倉科 冬瑠（くらしな とうる）
自然科学部所属の一年生。ルーキー戦期待値ランキング3位。
中間試戦では準決勝まで勝ち進み、対戦相手の星鎖に準々決勝で貞松をいたぶった理由を聞き、試合を辞退した。
杠 ちせ葉（ゆずりは ちせは）
製菓部所属の一年生。ルーキー戦期待値ランキング7位。
卒業式のビュッフェでは、「口に入れただけで思わず笑顔になる魔法の粉」を使ったお菓子を作った。
柏原 うぐいす（かしわばら うぐいす）
帰宅部所属の一年生。
ルーキー戦期待値ランキング9位だったが、性別・容姿なども不詳。

## 用語
私立ミカグラ学園
本作の舞台となっている学校。全寮制で特別なことがない限り帰宅の許可は下りない。
文化系の部活しかなく、新しく部を創設する場合も文化系の部しか認められていない。また部活に入るのは強制で、一ヶ月以内にどこかの部活に所属しないと強制的に退学処分となる。
ミカグラ学園には中等部もあり、高校のクラスの殆どは持ちあがり組で構成されている。席は特に指定されておらず、自由に座ることが出来る。
学校の敷地はかなり広く、あらゆる建物が建っており、学園内での生活の全てを賄うことが出来るように、日用品や衣服はもちろん、映画館やアミューズメントパークのような施設も存在する。中には、全く需要のないような建物も存在している。
生徒には一人ひとりに端末が支給され、端末には学園の地図アプリなど生活に必要なものがインストールされている他に、部活対抗戦で得たポイントが確認できる。ポイントは、日用品や衣服を買う時や部活対抗戦の中継を観る時に必要となる。
アニメではミカグラ学園は星鎖の能力で維持されていた廃墟という設定になっており、星鎖の能力が弱まると廃墟に戻ってしまう。
代表
部の役職の一つで部長とは別物。対抗戦に出場する、各部活から選出された選手のようなもの。基本的には部長とは別の人間が就くが、シグレのように部長と代表が同じ人間という場合もある。
部活対抗戦
ミカグラ学園特有のシステム。
定期的に部活同士の対抗戦を開催し、部活のランク付けを行う制度。各部活の代表が、それぞれの部の特色を生かして争う。
対抗戦で使用できる場所は校舎内全て。校舎の外には結界がはられているため出ること、干渉することが出来ない。プレイヤーの周りにはプレイヤーのライフとなるクリスタルが3つ浮かぶ。1時間以内に相手のクリスタルを全て破壊するか、相手が降参すれば勝ちとなる。時間切れの場合はクリスタルが多いほうが勝ちとなる。同じの場合は引き分けとなるが、殆どの試合は時間切れ前に決着がつくことが多い。
対抗戦にはいくつかの種類があり、最も影響力があるのが「中間試戦」と「期末本戦」、それ以外にも学園が指定した組み合わせでの「単発対抗戦」や一年生限定の「ルーキー戦」などがある。それに基づいて各部のランキングが変動し、そのランキングによって寮の部屋割りや食事、その他学園生活における様々な事柄に強く影響を与える。ランキング上位に食い込む強い部に所属していれば、それだけで対抗戦の恩恵を得られるが、部活に所属しないと部屋は廊下の寝袋となり、食事も一日に一食分しか支給されなくなる。
学園には至るところにカメラが設置されている。カメラは部活対抗戦で使用し、あらゆる場所から中継される。
ルーキー戦
新入生なら無所属でも無関係に参加が義務付けられているトーナメント戦。
その年の一年生の中で現時点で誰が一番有力なのかも分かり、今後のミカグラ学園の勢力図を左右するとも言われている大きな対抗戦のような重大なイベント。

## 既刊一覧

### 小説
日本国外においては、尖端出版（台湾）より翻訳版が刊行されている。
- Last Note.（著）・明菜（イラスト）、メディアファクトリー→KADOKAWA〈MF文庫J〉、全8巻
  - 『ミカグラ学園組曲1 放課後ストライド』、2013年7月31日初版第一刷発行（7月25日発売[13]）、ISBN 978-4-8401-5256-3
  - 『ミカグラ学園組曲2 無気力クーデター』、2013年12月31日初版第一刷発行（12月25日発売[14]）、ISBN 978-4-04-066070-7
  - 『ミカグラ学園組曲3 我楽多イノセンス』、2014年3月31日初版第一刷発行（3月25日発売[15]）、ISBN 978-4-04-066388-3
  - 『ミカグラ学園組曲4 十六夜シーイング』、2014年7月31日初版第一刷発行（7月25日発売[16]）、ISBN 978-4-04-066921-2
  - 『ミカグラ学園組曲5 不条理ルーレット』、2014年12月31日初版第一刷発行（12月25日発売[17]）、ISBN 978-4-04-067306-6
  - 『ミカグラ学園組曲6 絵空事スパイラル』、2015年3月31日初版第一刷発行（3月25日発売[18]）、ISBN 978-4-04-067479-7
  - 『ミカグラ学園組曲7 花吹雪リフレクト』、2015年12月31日初版第一刷発行（12月25日発売[19]）、ISBN 978-4-04-067752-1
  - 『ミカグラ学園組曲8 革新的ヒロイズム』、2016年8月31日初版第一刷発行（8月25日発売[20]）、ISBN 978-4-04-068605-9

### 漫画
- Last Note.（原作）・明菜（キャラクター原案）・沙雪（作画） 『ミカグラ学園組曲』 KADOKAWA〈MFコミックス〉、全6巻
  1. 2013年11月27日発売[21]、ISBN 978-4-04-066129-2
  2. 2014年3月27日発売[22]、ISBN 978-4-04-066511-5
  3. 2014年9月27日発売[23]、ISBN 978-4-04-066861-1
  4. 2015年3月27日発売[24]、ISBN 978-4-04-067506-0
  5. 2015年9月26日発売[25]、ISBN 978-4-04-067813-9
  6. 2016年3月26日発売[26]、ISBN 978-4-04-068234-1
- 『ミカグラ学園組曲公式アンソロジーコミック』2015年4月27日発売[27]、ISBN 978-4-04-067518-3

## テレビアニメ
2014年12月にテレビアニメ化が発表され、2015年4月より6月まで放送された。

### スタッフ
- 原作 - Last Note.（MF文庫J/KADOKAWA メディアファクトリー刊）[9]
- キャラクター原案 - 明菜[9]
- 監督 - 岩崎太郎[9]
- シリーズ構成 - 横谷昌宏[9]
- キャラクターデザイン - 天﨑まなむ[9]
- プロップデザイン - 尾尻進矢[9]
- 美術設定 - 高橋麻穂[9]
- 美術監督 - 望月卓磨[9]
- 色彩設計 - 真壁源太[9]
- 撮影監督 - 塩川智幸[9]
- 3D監督 - 渡邉悦啓[9]
- 編集 - 今井大介[9]
- 音響監督 - 明田川仁[9]
- 音楽 - 藤澤慶昌[9]
- 音楽制作 - KADOKAWA[9]
- 音楽プロデューサー - 若林豪[9]
- プロデューサー - 田中翔[9]、横山憲二郎[9]、大貫一雄[9]、林洋平[9]、横田真吾[9]、鎌田肇[9]
- アニメーションプロデューサー - 中村陽介[9]
- アニメーション制作 - 動画工房[9]
- 製作 - テレビ愛知、ミカグラ学園組曲製作委員会（KADOKAWA メディアファクトリー、ショウゲート、ムービック、AT-X、動画工房）

### 主題歌
全作詞・作曲 - Last Note.。
オープニングテーマ「放課後革命」（第2話 - 第11話）
編曲 - Last Note. / 歌 - 放課後楽園部
第1話では未使用。第12話ではエンディングテーマとして使用。
エンディングテーマ
「放課後ストライド」（第1話、第9話）
編曲 - Tom-H@ck / 歌 - 一宮エルナ（木村珠莉）
第12話ではオープニングテーマとして使用。
「楽園ファンファーレ」（第2話 - 第7話、第10話）
編曲 - Last Note. / 歌 - 放課後楽園部
「赤裸々キャンディ」（第8話）
編曲 - やしきん / 歌 - 藤白おとね（小澤亜李）
「絵空事スパイラル」（第11話）
編曲 - Tom-H@ck / 歌 - 御神楽星鎖（大西沙織）

### 各話リスト
| 話数   | サブタイトル       | 脚本     | 絵コンテ                   | 演出              | 作画監督                                                                                     | 総作画監督 |
| ------ | ------------------ | -------- | -------------------------- | ----------------- | -------------------------------------------------------------------------------------------- | ---------- |
| 第1話  | 青春プレリュード   | 横谷昌宏 | 岩崎太郎                   | 岩崎太郎          | 天﨑まなむ、尾尻進矢                                                                         | -          |
| 第2話  | 放課後ストライド   | 横谷昌宏 | 吉川博明                   | 則座誠            | 丸山修二、伊藤大翼                                                                           | 尾尻進矢   |
| 第3話  | ヒロイン未満       | 福田裕子 | 博多正寿                   | 土屋浩幸          | 須川康太、市原圭子 向田隆                                                                    | 高橋瑞香   |
| 第4話  | 無気力クーデター   | 福田裕子 | 三原武憲                   | 直谷たかし        | 小野和美、沓澤洋子 直谷たかし                                                                | 天﨑まなむ |
| 第5話  | 学園ファンタジア   | 竹内利光 | 山下英美                   | 山下英美          | 伊藤大翼、丸山修二 立口徳孝、平塚知哉 曾我篤史、粟井重紀                                     | 尾尻進矢   |
| 第6話  | 我楽多イノセンス   | 竹内利光 | 吉川博明                   | 浅見松雄 岩崎友和 | 菊永千里、菊池政芳 海保仁美                                                                  | 高橋瑞香   |
| 第7話  | 十六夜シーイング   | 横谷昌宏 | 博多正寿                   | 則座誠            | 市原圭子、三谷暢之 中原清隆、柴田篤史                                                        | 天﨑まなむ |
| 第8話  | 未確認トレジャー   | 福田裕子 | 三原武憲                   | 徳本善信          | 清水博幸、徳田夢之助 安達佑輔、新井博慧                                                      | 尾尻進矢   |
| 第9話  | 脱線スキャンダル   | 竹内利光 | そえたかずひろ             | 高林久弥          | 川島尚、岡田豊広 池津淑恵、ヤマダシンヤ 冨田佳亨                                             | 高橋瑞香   |
| 第10話 | 寝袋ホーンティング | 竹内利光 | 原口浩                     | 則座誠            | 菊永千里、菊池政芳 海保仁美、久保茉莉子 曾我篤史、高橋瑞香                                   | 天﨑まなむ |
| 第11話 | 追憶トライアングル | 横谷昌宏 | 吉川博明                   | 江副仁美          | 立口徳孝、伊藤大翼 丸山修二、中野裕紀 市原圭子、三谷暢之                                     | 尾尻進矢   |
| 第12話 | 無限大フィナーレ   | 横谷昌宏 | 岩崎太郎 吉川博明 博多正寿 | 岩崎太郎          | 尾尻進矢、丸山修二 中野裕紀、高橋瑞香 菊永千里、向田隆 市原圭子、海保仁美 伊藤大翼、藤田真弓 | 天﨑まなむ |

### 放送局
| 放送期間                | 放送時間                     | 放送局     | 対象地域 | 備考                            |
| ----------------------- | ---------------------------- | ---------- | -------- | ------------------------------- |
| 2015年4月7日 - 6月23日  | 火曜 2:35 - 3:05（月曜深夜） | テレビ愛知 | 愛知県   |                                 |
|                         | 火曜 23:00 - 23:30           | AT-X       | 日本全域 | 製作委員会参加 リピート放送あり |
| 2015年4月9日 - 6月25日  | 木曜 0:30 - 1:00（水曜深夜） | TOKYO MX   | 東京都   |                                 |
|                         |                              | サンテレビ | 兵庫県   |                                 |
|                         | 木曜 1:00 - 1:30（水曜深夜） | KBS京都    | 京都府   |                                 |
| 2015年4月11日 - 6月27日 | 土曜 23:00 - 23:30           | BS11       | 日本全域 | 『ANIME+』枠                    |

| 配信期間               | 配信時間                   | 配信サイト         | 備考                            |
| ---------------------- | -------------------------- | ------------------ | ------------------------------- |
| 2015年4月7日 - 6月23日 | 火曜 23:30 - 水曜 0:00     | ニコニコ生放送     |                                 |
| 2015年4月8日 - 6月24日 | 水曜 0:00（火曜深夜） 更新 | ニコニコチャンネル | 第1話無料、第2話以降1週間無料。 |
| 2015年4月15日 - 7月1日 |                            | GYAO!              | 第1話無料、第2話以降1週間無料。 |
|                        |                            | バンダイチャンネル | 第1話無料、第2話以降有料。      |
| 2015年4月22日 -        | 水曜 12:00 更新            | dアニメストア      | 各話2週間限定配信               |

ニコニコ生放送・ニコニコチャンネルでは第2話以降、視聴者から募集したエンドカードイラストを紹介している。

### BD / DVD
| 巻 | 発売日         | 収録話          | 規格品番   | 規格品番   |
| 巻 | 発売日         | 収録話          | BD         | DVD        |
| -- | -------------- | --------------- | ---------- | ---------- |
| 1  | 2015年6月24日  | 第1話 - 第2話   | ZMXZ-10011 | ZMBZ-10021 |
| 2  | 2015年7月24日  | 第3話 - 第4話   | ZMXZ-10012 | ZMBZ-10022 |
| 3  | 2015年8月26日  | 第5話 - 第6話   | ZMXZ-10013 | ZMBZ-10023 |
| 4  | 2015年9月25日  | 第7話 - 第8話   | ZMXZ-10014 | ZMBZ-10024 |
| 5  | 2015年10月28日 | 第9話 - 第10話  | ZMXZ-10015 | ZMBZ-10025 |
| 6  | 2015年11月25日 | 第11話 - 第12話 | ZMXZ-10016 | ZMBZ-10026 |

### Webラジオ
『ミカグラ学園ラジオ放送部』のタイトルで2015年4月9日から2015年7月16日までHiBiKi Radio Stationにて毎週木曜日更新で配信されていた。パーソナリティは木村珠莉（一宮エルナ 役）、松岡禎丞（ビミィ 役）。

## CD
| 発売日        | タイトル           | 規格品番                                           |
| ------------- | ------------------ | -------------------------------------------------- |
| 2015年2月25日 | ミカグラ学園組曲   | SRCL-8741〜3（初回生産限定盤） SRCL-8744（通常盤） |
| 2015年4月22日 | 放課後革命         | ZMCZ-9987                                          |
| 2015年5月27日 | 楽園ファンファーレ | ZMCZ-9988                                          |